# Dizzy Gillespie
John Birks "Dizzy" Gillespie (n. 21 octombrie 1917, Cheraw⁠(d), Carolina de Sud, SUA – d. 6 ianuarie 1993, Englewood⁠(d), New Jersey, SUA) a fost un cântăreț, compozitor de jazz și trompetist american.